# Nursel Ergin
Nursel Ergin (* 30. Juli 1980 in Ankara) ist eine türkische Schauspielerin und Moderatorin.

## Leben und Karriere
Nursel Ergin wurde am 30. Juli 1980 in Ankara geboren. In ihrer Kindheit wuchs sie in einem Waisenhaus auf. Von 2007 bis 2008 nahm sie an der Sendung Var Mısın Yok Musun teil. Anschließend spielte sie 2008 in der Fernsehserie Avrupa Yakası mit. 2009 wurde sie für die Serie Can Kırıkları gecastet. Außerdem bekam sie 2011 in Gün Akşam Oldu die Hauptrolle. Von 2017 bis 2018 moderierte sie die Sendung Nursel'le Evin Tadı. Seit 2022 ist Ergin in der Sendung Gelinim Mutfakta als Moderatorin tätig.

## Privates
Ergin heiratete 2017 Murat Akyer. Das Paar ließ sich 2023 scheiden.

## Filmografie
Serien
- 2008: Avrupa Yakası
- 2009: Can Kırıkları
- 2011: Gün Akşam Oldu

Sendung
- 2007–2008: Var Mısın Yok Musun

## Moderation

### Fortlaufend
- seit 2022: Gelinim Mutfakta, Kanal D

### Ehemalig
- 2011: Mutfağım, Kanal D
- 2015: Nursel'in Mutfağı, Show TV
- 2016: Nursel'in Evi, Show TV
- 2017–2018: Nursel'le Evin Tadı, Kanal D
- 2019: Nursel'in Konukları, Star TV